# هربرت رالف تمبل الابن
هربرت رالف تمبل الابن (بالإنجليزية: Herbert R. Temple, Jr.)‏ هو عسكري أمريكي، ولد في 28 فبراير 1928 في لوس أنجلوس في الولايات المتحدة.